# Гачув
Гачув (пол. Haczów) — село в Польщі, у гміні Гачув Березівського повіту Підкарпатського воєводства.
Населення — 3304 особи (2011).

## Демографія
Демографічна структура станом на 31 березня 2011 року:
|          | Загалом | Допрацездатний вік | Працездатний вік | Постпрацездатний вік |
| -------- | ------- | ------------------ | ---------------- | -------------------- |
| Чоловіки | 1613    | 355                | 1074             | 184                  |
| Жінки    | 1691    | 331                | 995              | 365                  |
| Разом    | 3304    | 686                | 2069             | 549                  |